# Gare de Corbenay
La gare de Corbenay est une gare ferroviaire française non exploitée, de la ligne de Blainville - Damelevières à Lure située sur le territoire de la commune de Corbenay, dans le département de la Haute-Saône en région Franche-Comté.
Elle est mise en service en 1878 par la Compagnie des chemins de fer de l'Est et fermée, sans doute à la fin du XXe siècle, par la Société nationale des chemins de fer français (SNCF). C'est une gare « non exploitée » du Réseau ferré de France (RFF).

## Situation ferroviaire
Établie à 274 mètres d'altitude, la gare fermée de Corbenay est située au point kilométrique (PK) 96,848 de la ligne de Blainville - Damelevières à Lure, entre les gares ouvertes d'Aillevillers et de Luxeuil-les-Bains. C'était aussi une gare de bifurcation, origine de la ligne de Corbenay à Faymont, avant la gare de Fougerolles (fermée et désaffectée).

## Histoire
La « halte de Corbenay », ouverte aux voyageurs et aux marchandises, est mise en service le 25 avril 1878 par la Compagnie des chemins de fer de l'Est, lorsqu'elle ouvre à l'exploitation la section d'Aillevillers à Lure.

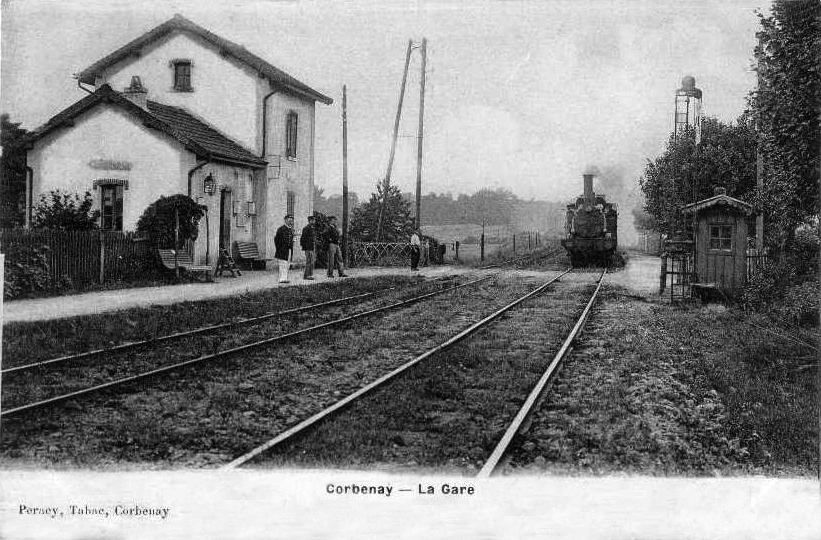
La halte à la fin du XIXe siècle

Le bâtiment voyageurs est modifié et agrandi au début des années 1900 (voir anciennes cartes postales). 
En 1962, la gare, gérée par la SNCF région Est, comporte un bâtiment voyageurs situé à proximité de l'embranchement des lignes de Blainville - Damelevières à Lure et de Corbenay à Faymont. Elle ne comporte pas de voies de service.
Au 2 janvier 2012, il s'agit d'une gare « non exploitée » du réseau ferré national.

## Service des voyageurs
Gare fermée.